# 佩勒·埃克隆德
佩勒·埃克隆德（瑞典語：Pelle Eklund，1963年3月22日—），瑞典男子冰球运动员，1981年开始职业生涯。他曾代表瑞典参加1984年冬季奥林匹克运动会冰球比赛，获得一枚铜牌。